# John H. Flavell
John Hurley Flavell (ur. 1928) – amerykański psycholog, specjalizujący się w psychologii rozwoju człowieka, profesor emeritus Uniwersytetu Stanforda. Pod koniec lat siedemdziesiątych zapoczątkował badania w dziedzinie metapoznania. Rozwijał również teorię umysłu dziecka. Jest członkiem American Academy of Arts and Sciences oraz pełnił funkcję przewodniczącego Society for Research in Child Development w latach 1979-1981.

## Publikacje
- Cognitive development: Children's knowledge about the mind, "Annual Review of Psychology", 50(1), 1999, s. 21-45.
- Metacognition and cognitive monitoring: A new area of cognitive–developmental inquiry, "American Psychologist", 34(10), 1979, s. 906–911.
- The developmental psychology of Jean Piaget (1963)